# Schnifis
Schnifis (zastarale Schnüfis, latinsky Senovio) je obec v Rakousku, ve spolkové zemi Vorarlbersko v okrese Feldkirch.
Žije tu 743 obyvatel (31. 3. 2009).